# Cantó de La Suze-sur-Sarthe
El cantó de La Suze-sur-Sarthe és un cantó francès del departament de Sarthe, situat al districte de La Flèche. Té 12 municipis i el cap es La Suze-sur-Sarthe.

## Municipis
- Chemiré-le-Gaudin
- Étival-lès-le-Mans
- Fercé-sur-Sarthe
- Fillé
- Guécélard
- La Suze-sur-Sarthe
- Louplande
- Parigné-le-Pôlin
- Roézé-sur-Sarthe
- Souligné-Flacé
- Spay
- Voivres-lès-le-Mans

## Història
| Data d'elecció                           | Identitat         | Partit                           | Qualitat |
| ---------------------------------------- | ----------------- | -------------------------------- | -------- |
| 1945-1952                                | M. Bomerdeau      | RPF                              |          |
| 1952-1982                                | Paul-Albert Fouet | UDF                              |          |
| 1982-1988                                | Alain Monsseaux   | radical, després CIR, després PS |          |
| 1988-                                    | Gérard Saudubray  | PS                               |          |
| les dades anteriors no són pas conegudes |                   |                                  |          |
|                                          |                   |                                  |          |

## Demografia
| A partir de 1990: Població sense dobles comptes |